# In Bloom
《In Bloom》是韓國女歌手yuju的第三張韓語錄音室專輯，由AT AREA製作，於2025年8月11日推出，主打歌為《reply》

## 事件
yuju以8月回歸為目標，正在準備新專輯。這次專輯是繼2023年3月發表的第二張迷你專輯《O》後，時隔2年5個月再次發行的專輯。